# هاري برستون (كاتب)
هاري برستون (بالإنجليزية: Harry Preston)‏ هو كاتب سيناريو جنوب أفريقي، ولد في 4 سبتمبر 1923 في ديربان في جنوب أفريقيا، وتوفي في 23 نوفمبر 2009 في دالاس في الولايات المتحدة.

## وصلات خارجية
- هاري برستون على موقع IMDb (الإنجليزية)
- هاري برستون على موقع أول موفي (الإنجليزية)
- هاري برستون على موقع قاعدة بيانات الفيلم (الإنجليزية)